# Polderpopparade
Polderpopparade was een Nederlands muzikaal radioprogramma, geproduceerd door de TROS en dat vanaf Hemelvaartsdag 27 mei 1976 tot 26 februari 1987 te beluisteren viel op de TROS donderdag op Hilversum 3 en vanaf 5 december 1985 op Radio 3. De show was een hitparade met de bestverkochte Nederlandstalige producties en werd uitgezonden tussen 11:00 en 12:00 uur. Op diezelfde Hemelvaartsdag 1976 startte de TROS ook met een Europese hitlijst, de TROS Europarade en een eigen hitschijf, de TROS Paradeplaat. De reden dat de TROS naast de TROS Europarade ook de Polderpopparade introduceerde, was om te voorkomen dat Nederlandse artiesten die Nederlandstalige muziek maken in de TROS Europarade en op Hilversum 3 en later Radio 3, tussen wal en schip zouden geraken (dit had mede te maken met de wijze waarop de TROS Europarade wekelijks tot stand kwam). Op het moment dat de nieuwe hitlijsten werden geïntroduceerd, stopte de TROS met het uitzenden van de Tipparade, de Nederlandse Top 40 en de tipplaat Alarmschijf, die het als A-omroep naar Hilversum 3 haalde en vanaf 3 oktober 1974 elke donderdagmiddag had uitgezonden. De Tipparade, Nederlandse Top 40 en de Alarmschijf gingen vanaf 27 mei 1976 terug naar Veronica, dat vanaf vrijdag 28 mei 1976 als aspirant omroep de 2 hitlijsten en de tipplaat in haar zendtijd op Hilversum 3 ging uitzenden.

## De show
Ad Roland was de presentator van de Polderpopparade. De Polderpopparade werd voor het laatst uitgezonden op 26 februari 1987. Daarna ging de Polderpopparade samen met de Nederlandstalige Top 10 verder onder de naam "Nederlands Hitwerk". Tussen april 1985 en eind april 1986 was Erik de Zwart de presentator van de Polderpopparade. Nadat Erik de Zwart op 2 mei 1986 naar Veronica was teruggekeerd, nam vanaf 15 mei 1986 Ad Roland de presentatie weer op zich. De Polderpopparade verhuisde naar het tijdstip 14:00-15:00 uur. Toen de Polderpopparade begon zat het tussen 14:00 -16:00 uur op donderdagmiddag met in het eerste uur de Polderpoptips en daarna de Polderpopparade. In april 1979 verhuisde de Polderpopparade naar het tijdstip 11:00-12:00 uur en vanaf april 1985 tot mei 1986 naar het tijdstip 10:00 -11:00 uur. 